# R・ソエプラプト
R・ソエプラプト（R. Soeprapto、1924年8月12日 – 2009年9月26日）は、インドネシアの中部ジャワ州、スラカルタ出身の政治家。1982年から1987年にかけてインドネシアの首都であるジャカルタにて知事を務めた。
2009年9月26日、ジャカルタにて亡くなった。85歳だった。